# هارولد إيفانز (كاتب)
هارولد ماثيو إيفانز (بالإنجليزية: Harold Evans)‏ (28 يونيو 1928 - 23 سبتمبر 2020)، هو صحفي وكاتب بريطاني-أمريكي، شغل كمحرر لصحيفة الصنداي تايمز من 1967 حتى 1981.
انتقل إلى الولايات المتحدة عام 1984، حيث شغل مناصب قيادية في الصحافة فعمل لدى يو. إس نيوز & وورلد ريبورت، وأتلانتك مونثلي، ونيويورك دايلي نيوز. في عام 1986 أسس كوندي ناست ترافيلر. كتب العديد من الكتب عن التاريخ والصحافة، وقد تلقى كتابه «القرن الأمريكي» (1998) إشادة خاصة. في عام 2000، تقاعد من المناصب القيادية في الصحافة ليقضي المزيد من الوقت على كتاباته. ومنذ عام 2001، عمل إيفانز كمحرّر حر لمجلة ذا ويك ومنذ عام 2005، كان محررًا مشاركًا في الجارديان وراديو بي بي سي فور. وقد تقلد إيفانز لقب فارس عام 2004، لخدماته في الصحافة. في 13 يونيو 2011، عُيّن إيفانز محررًا حرًا (عامًا) لوكالة رويترز للأنباء.

## النشأة والتعليم
ولد إيفانز في 39 شارع رنشو، باتركروفت، إكليس، لأبوين من ويلز، والذين وصفهما في مذكراته عام 2009 بأنهما «من الطبقة العاملة المحترمة الواعية لذاتها».

## بدايات حياته الوظيفية
بدأ إيفانز مسيرته كمراسل لصحيفة أسبوعية في آشتون –أندر- لين في لانكشاير، وعمره ستة عشر عامًا. بعد الانتهاء من خدمته الوطنية في سلاح الجو الملكي، التحق بجامعة دورهام، بعد الاتصال بكل واحدة من الجامعات الأربعة عشر في بريطانيا العظمى في ذلك الوقت. هناك، قام بتحرير صحيفة الجامعة، بالاتينات. أصبح محرراً مساعداً لصحيفة مانشستر إيفينينج نيوز وفاز بجائزة زمالة هاركينز في 1956-1957 للسفر والدراسة في الولايات المتحدة. أشار نيكولاس ليمان إلى أنه «انضم إلى مجموعة كبيرة من الصحفيين البريطانيين» الذين قاموا بدراسات مماثلة، من أليستير كوك إلى أندرو سوليفان. بدأ إيفانز يكتسب شهرة لدى عودته من الولايات المتحدة عندما عُيّن رئيس تحرير صحيفة ذا نورثرن إيكو اليومية الإقليمية.

## السنداي تايمز
كان أحد التقارير فيها حول محنة مئات الأطفال البريطانيين الذين عانوا من عيوب خلقية بسبب الثاليدوميد. ولم يتلقوا أي تعويض من مصنعي الدواء. قام بتنظيم حملة باستخدام بصيرة (حكمة) فريق التحقيق في الصحيفة، وتولى إيفانز شركات الأدوية المسؤولة عن تصنيع الثاليدومايد، ملاحقًا إياهم من خلال المحاكم الإنجليزية وفي النهاية أحرز نصرًا في المحكمة الأوروبية لحقوق الإنسان. ونتيجة لذلك، حصلت أسر الضحايا على تعويض بعد أكثر من عقد. علاوة على ذلك، اضطرت الحكومة البريطانية إلى تغيير القانون الذي يحول دون الإبلاغ عن القضايا المدنية. تضمنت تحقيقات أخرى الكشف عن كيم فيلبي الجاسوس السوفيتي ونشر مذكرات وزير العمل السابق ريتشارد كروسمان، والتي خاطر فيها إيفانز بأن يُحاكَم بموجب قانون الأسرار الرسمية.
عندما استحوذ روبرت مردوخ على صحف التايمز المحدودة عام 1981، عين إيفانز رئيسًا لتحرير التايمز. فبقي في الصحيفة عامًا واحدًا فقط، خلال ذلك الوقت كانت التايمز تنتقد مارغريت تاتشر. استقال أكثر من خمسين صحفياً في الأشهر الستة الأولى من استحواذ مردوخ، وعُرف عن عدد منهم كراهيتهم لإيفانز. في مارس 1982، دعت مجموعة من صحفيي التايمز إيفانز إلى الاستقالة، برغم زيادة توزيع الصحيفة، مدعين أنه أشرف على «تآكل معايير التحرير». استقال إيفانز بعد فترة وجيزة من ذلك، مشيراً إلى خلافات في السياسات مع مردوخ فيما يتعلق باستقلالية التحرير. كتب إيفانز تقييمه لذلك في كتاب بعنوان جود تايمز، باد تايمز (1984). بمجرد مغادرته التايمز، أصبح إيفانز مديرًا لشركة جولد كريست فيلمز آند تليفجن.

## الزيجات
تزوج إيفانز من زميلته المتخرجة من جامعة دورهام إينيد باركر عام 1953. في عام 1973، قابل إيفانز تينا براون، صحفية تصغره بخمسة وعشرين عامًا. في عام 1974 كُلِفت بمهام مستقلة مع سنداي تايمز في المملكة المتحدة، وفي الولايات المتحدة من خلال مجلتها الملونة (مجلتها كولر). عندما ظهرت العلاقة الجنسية بين إيفانز المتزوج وبراون، استقالت من سنداي تايمز وانضمت إلى منافستها ذا سنداي تليجراف. في عام 1978، طلق إيفانز إيند، وفي 20 أغسطس 1981، تزوج إيفانز وبراون في غراي غاردنز، في إيست هامبتون، نيويورك، منزل بن برادلي، رئيس التحرير المنفذ لواشنطن بوست في ذلك الوقت، وسالي كوين.

## الانتقال إلى الولايات المتحدة
في عام 1984، انتقل إيفانز إلى الولايات المتحدة، حيث درس في جامعة ديوك. عُين بعد ذلك رئيسًا لتحرير مجلة ذي أتلانتك مونثلي بريس وأصبح مدير تحرير مجلة يو إس نيوز آند وورلد ريبورت. في عام 1986 كان المحرر المؤسس لمجلة كوندي ناست ترافيلر، المكرسة لـ «الحقيقة في السفر». عُين إيفانز رئيسًا وناشرًا لمجموعة راندوم هاوس التجارية من 1990 إلى 1997. قام إيفانز بالتحرير للعديد من المؤلفين بما في ذلك وليام شتايرون، وكالفن تريلين، ونيل شيهان، وجيل شيهي، وإدموند موريس، وشيلبي فوت، ومايا أنجلو، وشانا ألكساندر. وصف جيل شيهي العمل مع إيفانز وكيف اشتهر بتعليقاته الخفية المرسومة على المخطوط، «نحن نعرف هذا».
كان إيفانز مدير التحرير ونائب رئيس قسم يو إس نيوز & وورلد ريبورت، وصحيفة نيويورك ديلي نيوز، ذا أتلانتتك مونثلي من 1997 حتى يناير 2000، حين استقال. حاز عمله «القرن الأمريكي» على إشادة النقاد عندما نُشر عام 1998. ووصف الكتاب المكمل له «صنعوا أميركا» (2004)، حياة بعض أهم المخترعين والمبدعين في البلاد. ووصفته مجلة فورتشن بأنه واحدٌ من أفضل الكتب في خمسة وسبعين عامًا من إصدارات تلك المجلة. حُوِّل الكتاب إلى مسلسل تلفزيوني قصير من أربعة أجزاء في نفس العام وملحق خاص في الإذاعة الوطنية العامة في الولايات المتحدة الأمريكية عام 2005.
أصبح إيفانز من مواطني الولايات المتحدة بالتجنس عام 1993. في 13 يونيو 2011، أصبح محررًا حرًا (عامًا) في وكالة رويترز.

## التكريمات
- 2000: اختاره المعهد الدولي للصحافة أحد أبطال العالم الخمسين لحرية الصحافة خلال السنوات الخمسين الماضية.
- 2004: منحته الملكة إليزابيث الثانية لقب فارس لخدماته في الصحافة.
- 2015: حاز على جائزة مؤسسة Kraszna-Krausz للمساهمة المتميزة في النشر.

## أعماله

### البرامج الإذاعية والتلفزيونية
- راديو البي بي سي 4 – وجهة نظر: سلسلة من 13 أسبوعًا بدءًا من 29 يوليو 2005.
- رسالة حب إلى أمريكا بي بي سي نيوز بدءًا من 29 يوليو 2005.
- مقابلة صوتية في ال بي بي سي في 16 مايو 2005.
- صنعوا أميركا بّي بي إس (PBS).

## روابط خارجية
- هارولد إيفانز على موقع مونزينجر (الألمانية)